# Anselmo Fernandes
Anselmo Fernandez (ur. 21 sierpnia 1918 w Lizbonie, zm. 19 stycznia 2000 w Madrycie) – portugalski trener piłkarski. W 1964 roku pod jego wodzą Sporting CP zdobył Puchar Zdobywców Pucharów.